# SEB Banka
De SEB Banka is een van de grootste spaarbanken in Letland en onderdeel van de Zweedse SEB Group.
Eerdere namen voor deze bank zijn: Latvijas Unibanka, SEB Latvijas Unibanka of SEB Unibanka. Tegenwoordig zijn belangrijkste rivalen in de Letse bancaire markt Swedbanka en Citadele banka.